# 養福寺 (足立区)
養福寺（ようふくじ）は、東京都足立区にある新義真言宗の寺院。

## 歴史
創建年代は不明である。文献によってまちまちである。江戸時代の『新編武蔵風土記稿』によれば、1504年（永正元年）に賢空が中興したと伝える。明治期の『古義真言新義真言本末一派寺院明細帳』によれば、1685年（貞享2年）に栄宣が開山したと伝える。また『真言宗明細簿』によれば、1806年（文化3年）に快順が中興したと伝える。
境内の遺物から、元禄時代には寺運興隆していたと推測されるが、幕末には衰微していたらしく、明治初期には宝持院住職が兼務していた状態であった。
現在の本堂は、1975年（昭和50年）に新築したものである。

## 交通アクセス
- 綾瀬駅より徒歩4分（経路案内）。